# Barnwell Castle
Barnwell Castle er ruinen af en middelalderborg syd for byen Oundle og vest for landsbyen Barnwell i Northamptonshire, England.
Der blev opført motte and bailey-fæstning på stedet i 1132. Under Henrik 3. af England blev den gamle borg fjernet og en ny borg i sten blev opført af Berengar Le Moyne-familien.
Under den engelske borgerkrig blev den brugt af ejeren, Sir Edward Montagu, som arsenal for kavalererne. Efter borgerkrigen opførte Montagu-familien en stor herregård, Barnwell Manor, nær borgen.
Store dele af borgen er bevaret. Den har firkantet fundament med cylindriske tårne i hjørnerne mod nordøst, nordvest og sydvest. Det sydvestlige hjørne har en portbygning med to tårne. Murene er op til 9 m høje og 4 m tykke.
Den er klassificeret som en listed building af første grad af English Heritage og et Scheduled Ancient Monument.